# Caio Pompônio Basso Terenciano
Caio Pompônio Basso Terenciano (em latim: Gaius Pomponius Bassus Terentianus) foi um oficial romano do final do século II, ativo entre o reinado dos imperadores Cômodo (r. 180–192) e Sétimo Severo (r. 193–211).

## Vida

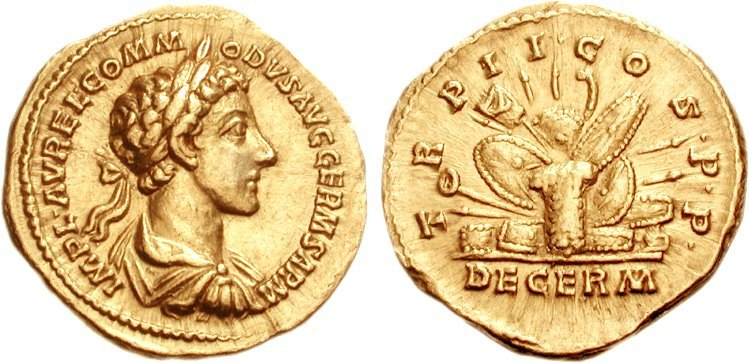
Áureo de Cômodo r.

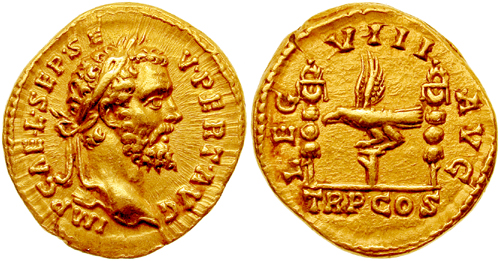
Áureo de Sétimo Severo r.

Pompônio Basso Terenciano foi membro do século II da gente Pompônia. É impreciso seu parentesco e descendência, sobretudo porque seu nome foi preservado de forma fragmentada. Apesar disso, sugere-se que possa ter sido o pai de Pompônio Basso, o cônsul ordinário de 211 e descendente de Tito Pompônio Basso, cônsul sufecto de 94, Lúcio Pompônio Basso, cônsul sufecto de 118, e Lúcio Pompônio Basso Casco Escriboniano, cônsul sufecto de 138/143.
No começo de sua carreira, Terenciano ocupou os ofícios de questor provincial e curador das coisas públicas de Aquino ou Urbino. Em cerca de 185, foi talvez o legado e jurídico da Hispânia Citerior, em 186 ou 187, foi procônsul da Lícia e Panfília, entre 187 e 189 foi legado imperial propretor da Panônia Inferior e de cerca de 190 até 192 foi prefeito do erário militar, o oficial responsável pelo tesouro do exército.
Em algum momento por volta de 193, Terenciano foi nomeado cônsul sufecto por um dos imperadores reinantes (Pertinax, Dídio Juliano, Sétimo Severo). Esta última posição é conjecturalmente atribuída a ele por alguns estudiosos, porém há reações quanto a isso. O mesmo ocorre com a associação feita entre Terenciano e o Basso que serviu por algumas semanas como prefeito urbano de Roma sob Dídio Juliano. Inge Mennen ainda avento a possibilidade de associá-lo ao Basso relatado como "amigo de Severo" (amicus Severi) na Epítome dos Césares de Sexto Aurélio Vítor.